# Butinolin
Butinolin (Azulon) je antiholinergijski lek koji se koristi kao antispazmolitik.

## Literatura
- F.. Macdonald (1997). Dictionary of Pharmacological Agents. CRC Press. стр. 340. ISBN 978-0-412-46630-4. Приступљено 24. 4. 2012.